# Rejon melitopolski (1930–2020)
Rejon melitopolski – jednostka administracyjna wchodząca w skład obwodu zaporoskiego Ukrainy.
Rejon utworzony w 1930, ma powierzchnię 1780 km² i liczy około 56 tysięcy mieszkańców. Siedzibą władz rejonu jest Melitopol.
Na terenie rejonu znajdują się 1 miejska rada i 15 silskich rad, obejmujących w sumie 56 wsi i 10 osad.